# (33865) 2000 JX15
(33865) 2000 JX15 est un astéroïde aréocroiseur découvert en 2000.

## Description
(33865) 2000 JX15 a été découvert le 4 mai 2000 à l'observatoire Magdalena Ridge, situé dans le comté de Socorro, au Nouveau-Mexique (États-Unis), par le projet Lincoln Near-Earth Asteroid Research (LINEAR).

### Caractéristiques orbitales
L'orbite de cet astéroïde est caractérisée par un demi-grand axe de 1,88 ua, un périhélie de 1,63 ua, une excentricité de 0,14 et une inclinaison de 26,84° par rapport à l'écliptique. Du fait de ces caractéristiques, à savoir un demi-grand axe inférieur à 3,2 ua et un périhélie compris entre 1,3 et 1,666 ua, il croise l'orbite de Mars et est classé, selon la JPL Small-Body Database, comme astéroïde aréocroiseur (aréo venant de Arès).

### Caractéristiques physiques
(33865) 2000 JX15 a une magnitude absolue (H) de 15,8 et un albédo estimé à 0,081.